# Esparragosa de Lares
Esparragosa de Lares település Spanyolországban, Badajoz tartományban. Esparragosa de Lares Monterrubio de la Serena, Castuera, Campanario, Orellana de la Sierra, Navalvillar de Pela, Puebla de Alcocer, Siruela, Sancti-Spíritus és Cabeza del Buey községekkel határos. Lakosainak száma 854 fő (2024).

## Népesség
A település népessége az utóbbi években az alábbiak szerint változott:
| Lakosok száma | 1150 | 1068 | 1068 | 1021 | 1017 | 987  | 954  | 925  | 895  | 854  |
|               | 2001 | 2004 | 2006 | 2009 | 2011 | 2014 | 2016 | 2019 | 2021 | 2024 |